# Andy Duncan
Andrew Myron Duncan, detto Andy (Buford, 17 aprile 1922 – 12 aprile 2006), è stato un cestista statunitense, professionista nella NBL, nella BAA e nella NBA.

## Carriera
Venne selezionato dai New York Knicks nel Draft BAA 1947.